# 山脇武夫
山脇 武夫（やまわき たけお、1871年 - 1923年1月18日）は、日本の船長。

## 履歴
海南学校後、大阪で三大事件請願運動の嫌疑を受け投獄された。1895年（明治28年）商船学校卒業後、日本郵船会社に入社。日清戦争や日露戦争では御用船に乗船し功をあげる。
第一次世界大戦では八坂丸の船長として地中海でドイツ潜水艦の雷撃を受けるも乗員は全員無事であった。1923年（大正12年）1月18日没。

## 参考資料
- 『良い国良い人（東京に於ける土佐人）』沢翠峰、尾崎吸江共著、青山書院、1917年（大正6年）
- 『高知県人名事典』高知市民図書館、1970年

| スタブアイコン | サブスタブ | この項目は、まだ閲覧者の調べものの参照としては役立たない、人物に関連した書きかけの項目です。この項目を加筆・訂正などしてくださる協力者を求めています（P:人物伝/PJ:人物伝）。 |